# James C. Temerty

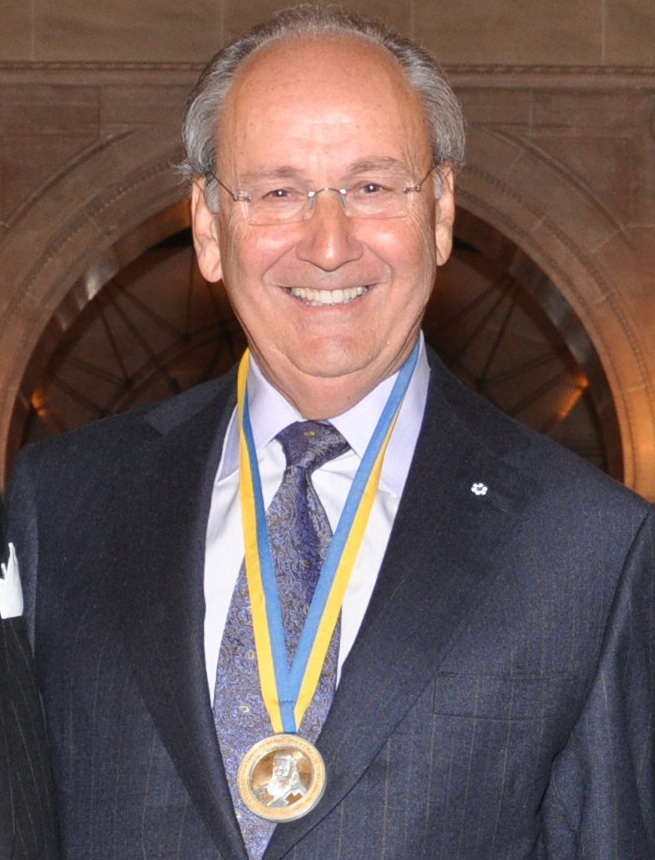
James C. Temerty (2012)

James C. Temerty (* 3. Dezember 1941 in Styla im Donbass, Ukrainische SSR) ist ein kanadischer Unternehmer und Philanthrop ukrainischer Abstammung, Gründer von unter anderem Northland Power.

## Herkunft
Im Zweiten Weltkrieg wurde er mit seinen Eltern nach Deutschland deportiert, lebte von 1945 bis 1948 in Belgien und zog 1949 mit seiner Familie nach Kanada (Montreal). Er studierte in Montreal und an der Loyola University Chicago Politikwissenschaften.

## Karriere
Im Anschluss arbeitete er für IBM in Montreal und baute das Franchise-Unternehmen Computerland auf, dass 1986 mit Bell Canada fusionierte. 1987 gründete er den Independent Power Producer Northland. Temerty war bis Ende 2019 Vorstandsvorsitzender der Northland Power, die seit 1997 als Aktiengesellschaft an der Börse in Toronto gehandelt wird.

## Temerty Foundation
Über die gemeinsam mit seiner Ehefrau Louise 1997 gegründete Temerty Foundation stiftete er der University of Toronto im Jahre 2020 mit umgerechnet 186,7 Mio. US-Dollar (250 Mio. CAD), die größte Spende der Geschichte Kanadas.

## Weiteres Engagement
Temerty ist unter anderem Vorsitzender des Beirates des Ukrainian Canadian Congress. Maßgeblich war er an der Gründung der Kyiv Mohyla Business School innerhalb der Nationalen Universität Kiew-Mohyla-Akademie beteiligt, deren Vorsitzender des Beirats er ist. Ebenfalls ist er Gründer und Hauptsponsor der Initiative Ukrainian Jewish Encounter und hatte einen Posten als Vorsitzender des Gouverneursrates im Royal Ontario Museum.

## Auszeichnungen
2009 wurde er mit dem Order of Canada ausgezeichnet. 2016 wurde ihm gemeinsam von dem damaligen ukrainischen Vize-Ministerpräsident und Minister für Ökonomische Entwicklung und Handel Stepan Kubiw und dem ukrainischen Botschafter in Kanada Andrij Schewtschenko der Orden des Fürsten Jaroslaw des Weisen verliehen.